# Bandiera della Crimea
La bandiera della Crimea (in russo Флаг Крыма?, in tataro: Qırım bayrağı, in ucraino Прапор Криму?) è la bandiera ufficiale della Repubblica autonoma di Crimea (regione dell'Ucraina) e la Repubblica di Crimea (repubblica della Russia), in quanto la penisola della Crimea è al centro di una disputa territoriale tra i due Stati.
In uso dal 1992, la bandiera è stata adottata ufficialmente il 21 aprile 1999.
La bandiera è un tricolore orizzontale blu-bianco-rosso, con la striscia blu posta sul lato superiore e alta 1/6 dell'altezza della bandiera, la striscia bianca centrale alta 2/3 dell'altezza della bandiera e la striscia rossa posta sul lato inferiore, anch'essa alta 1/6 dell'altezza della bandiera. Quando esposta in verticale, la striscia blu viene posta a sinistra. La lunghezza della bandiera è il doppio della sua altezza.

## Storia
Dopo il collasso dell'Unione Sovietica, nel 1991, i movimenti separatisti adottarono diverse bandiere, la più comune tra esse era una bandiera analoga a quella di Cipro e raffigurava un profilo blu della Crimea in campo bianco.
Al momento della proclamazione dell'autonomia della Crimea, il 5 maggio 1992 nessuna bandiera ufficiale era ancora stata scelta.
Il 5 giugno 1992 furono sottoposte alla Verchovna Rada cinque proposte:
1. un tricolore orizzontale blu-bianco-blu con la striscia bianca centrale molto larga
2. una bandiera bianca con i sette colori dell'iride nella parte superiore
3. un bicolore orizzontale bianco e azzurro chiaro
4. un tricolore orizzontale giallo-verde-blu a righe alte uguali con una striscia verticale rossa sul lato dell'asta
5. l'attuale tricolore orizzontale blu-bianco-rosso con lo stemma nazionale al centro.

La quinta proposta,  ideata da V. Trusov e A. Malgin, fu scelta come bandiera nazionale della Crimea, con la sola raccomandazione di includere lo stemma, disegnato da G. Efetov e V. Jagunov. La proposta definitiva fu sottoposta alla Verkhovna Rada il 24 settembre 1992. L'adozione ufficiale definitiva è avvenuta il 21 aprile 1999.

Proposta #1
Proposta #2
Proposta #3
Proposta #4
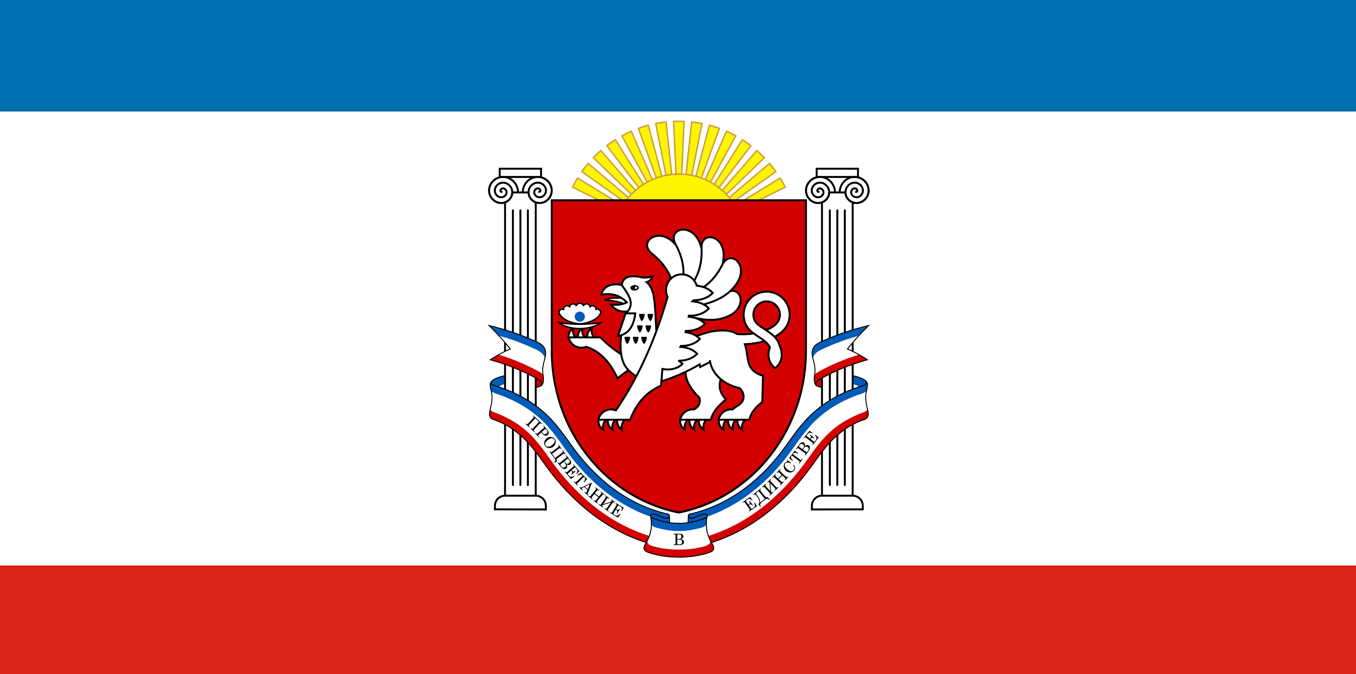
Proposta #5

## Altre bandiere

### Tatari di Crimea
I tatari di Crimea adottano una loro bandiera tradizionale che raffigura un damğa dorato in campo azzurro. La stessa bandiera ma con campo verde era usata a scopi religiosi, la stessa bandiera ma con campo rosso era invece la bandiera militare tatara.
La bandiera con campo azzurro oggi ha valore solo etnico e tradizionale. Il damğa dorato può anche comparire al centro, anziché nell'angolo superiore sinistro. La bandiera religiosa fu adottata ufficialmente dalla Repubblica di Crimea nel novembre 1917 e abolita nel gennaio 1918.

Bandiera dei tatari di Crimea (Qırımtatar bayrağı o Kök bayraq).
Bandiera militare dei tatari di Crimea, 1917-1918
Bandiera religiosa dei tatari di Crimea, 1917-1918
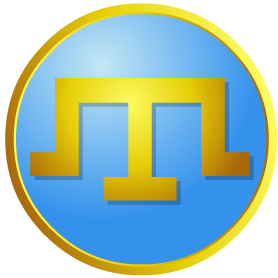
Damğa tradizionale di Crimea

### Repubblica popolare di Crimea (1917-1918)
Alla fine del 1917 i tatari di Crimea dichiararono la loro indipendenza dall'Impero russo proclamando la Repubblica Popolare di Crimea e scelsero come bandiera un tricolore orizzontale azzurro-oro-azzurro; l'indipendenza crimeana fu di breve durata, i russi ripresero il controllo della penisola all'inizio del 1918 e la bandiera fu abolita.

Bandiera della Repubblica Popolare di Crimea

### Il governo del generale Sulkievič (1918)
Durante l'occupazione tedesca della Crimea, la penisola ebbe un governo locale (in russo Крымское краевое правительство?) guidato dal generale Maciej Sulkiewicz, di breve durata, dal 25 giugno al 15 novembre 1918. Il governo di Sulkievič adottò una bandiera che sembrò un compromesso tra tatari e russi: nel tradizionale campo azzurro dei tatari, la damğa venne sostituita dallo stemma dell'impero russo del Governatorato della Tauride.

Bandiera della Crimea governata dal generale Sulkievič

### Unione Sovietica
Il 18 ottobre 1921, all'interno della Repubblica Socialista Federativa Sovietica Russa, venne costituita la Repubblica socialista sovietica autonoma di Crimea. La bandiera era rossa con scritte in lettere dorate cirilliche КрССР e in lettere arabe ق س ش ج. Nel 1929 le scritte sono state modificate in КрАССР e QrMSŞÇ per evidenziarne la condizione di repubblica autonoma e nuovamente modificate nel 1938 in РСФСР e КрАССР. La bandiera è stata abolita il 30 giugno 1945, a seguito della trasformazione della Crimea da repubblica autonoma a oblast'.

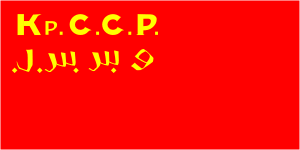
Bandiera della RSSA Crimea, 1921
Bandiera della RSSA Crimea, 1929[6]
Bandiera della RSSA Crimea, 1938[6]